# مارک جاناتان هریس
مارک جاناتان هریس (انگلیسی: Mark Jonathan Harris؛ زادهٔ ۱ ژانویه ۱۹۴۱) فیلم‌نامه‌نویس، کارگردان و مستندساز اهل ایالات متحده آمریکا است. از فیلم‌های او می‌توان به راه طولانی خانه (۱۹۹۷) و در آغوش غریبه‌ها: داستان‌هایی از انتقال کودکان (۲۰۰۰) اشاره کرد که هر دو برنده جایزه اسکار بهترین فیلم مستند شده‌اند. او یک بار هم برای فیلم کوتاه درختان ماموت، برنده اسکار بهترین فیلم کوتاه مستند شده است.